# Zellerbach (Reichenbach)
Der Zellerbach ist ein über drei Kilometer langer, insgesamt etwa nördlich laufender Bach am Albtrauf auf der Gemarkung des Stadtteils Boll von Hechingen im Zollernalbkreis in Baden-Württemberg, der etwas nördlich des Dorfes Boll von links in den Reichenbach mündet.

## Geographie

### Verlauf
Der Zellerbach bricht nach starken Niederschlägen am Nordhang des Zeller Horns (912,7 m ü. NN) etwa 400 Meter südöstlich der Wallfahrtskirche Maria Zell auf ungefähr 760 m ü. NN aus einem Bröller. Von dort läuft er zunächst ungefähr nordnordwestlich und passiert die Kirche an ihrer Ostseite; in weniger regenreichen Zeiten entsteht er näher der Kirche. Unterhalb der Kirche verlässt er den Wald des Albtrauf-Oberhangs und nimmt dann nach rund dreiviertel Kilometern, von einer Obstwiese rechts begleitet, einen wenig kürzeren linken Oberlauf aus dem Wald auf, der im Süden wenig oberhalb der Kirche entsteht. Gleich danach fließt von Südwesten her eine steil eingerissene, weniger als 300 Meter lange Klinge zu, die unter dem Sattel zwischen dem Zeller Horn und dem vorgelagerten Hohenzollern (855 m ü. NN) einsetzt und zu manchen Zeiten Wasser führt.

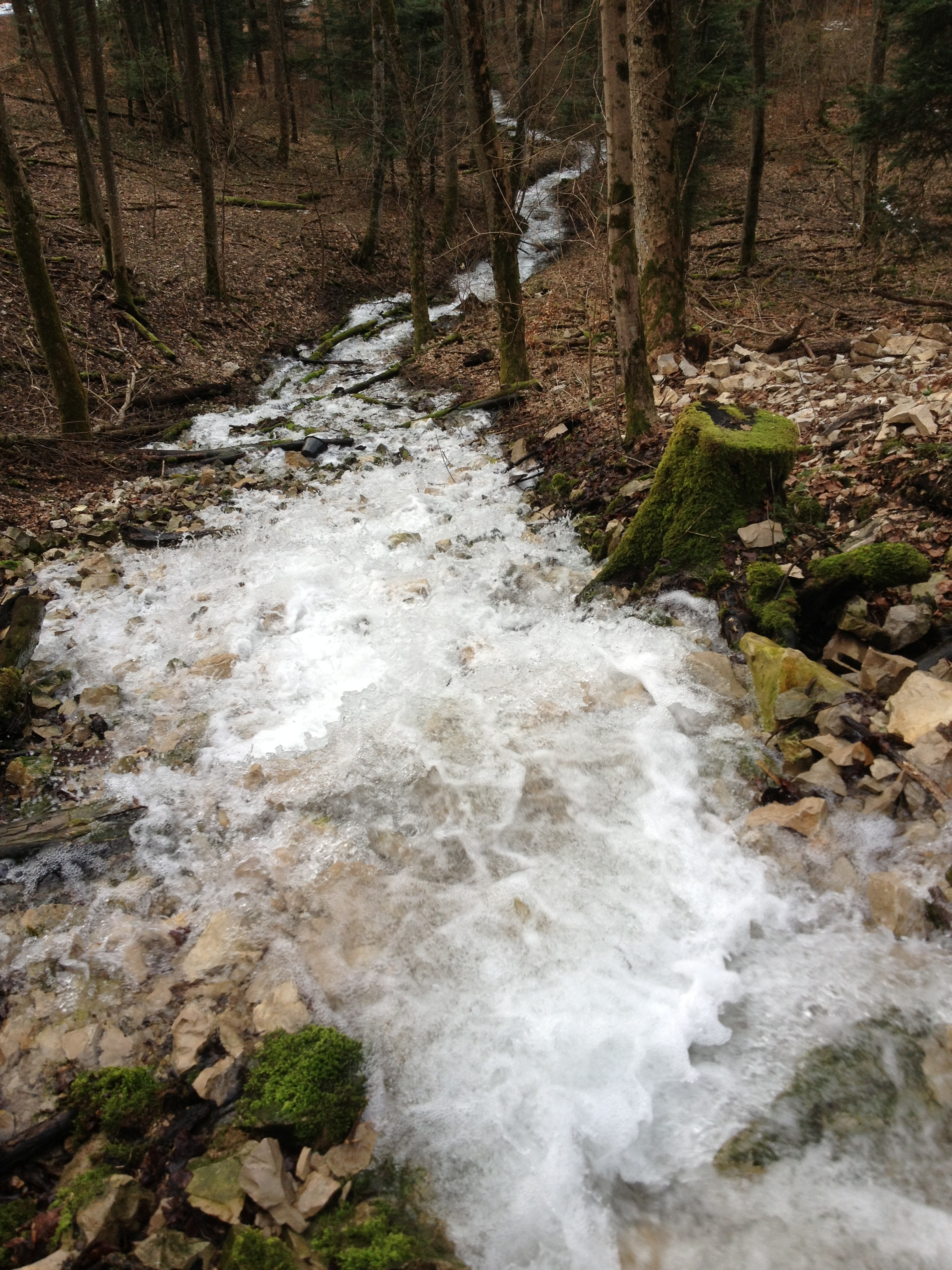
Oberlauf bachabwärts unmittelbar unterhalb des Bröllers

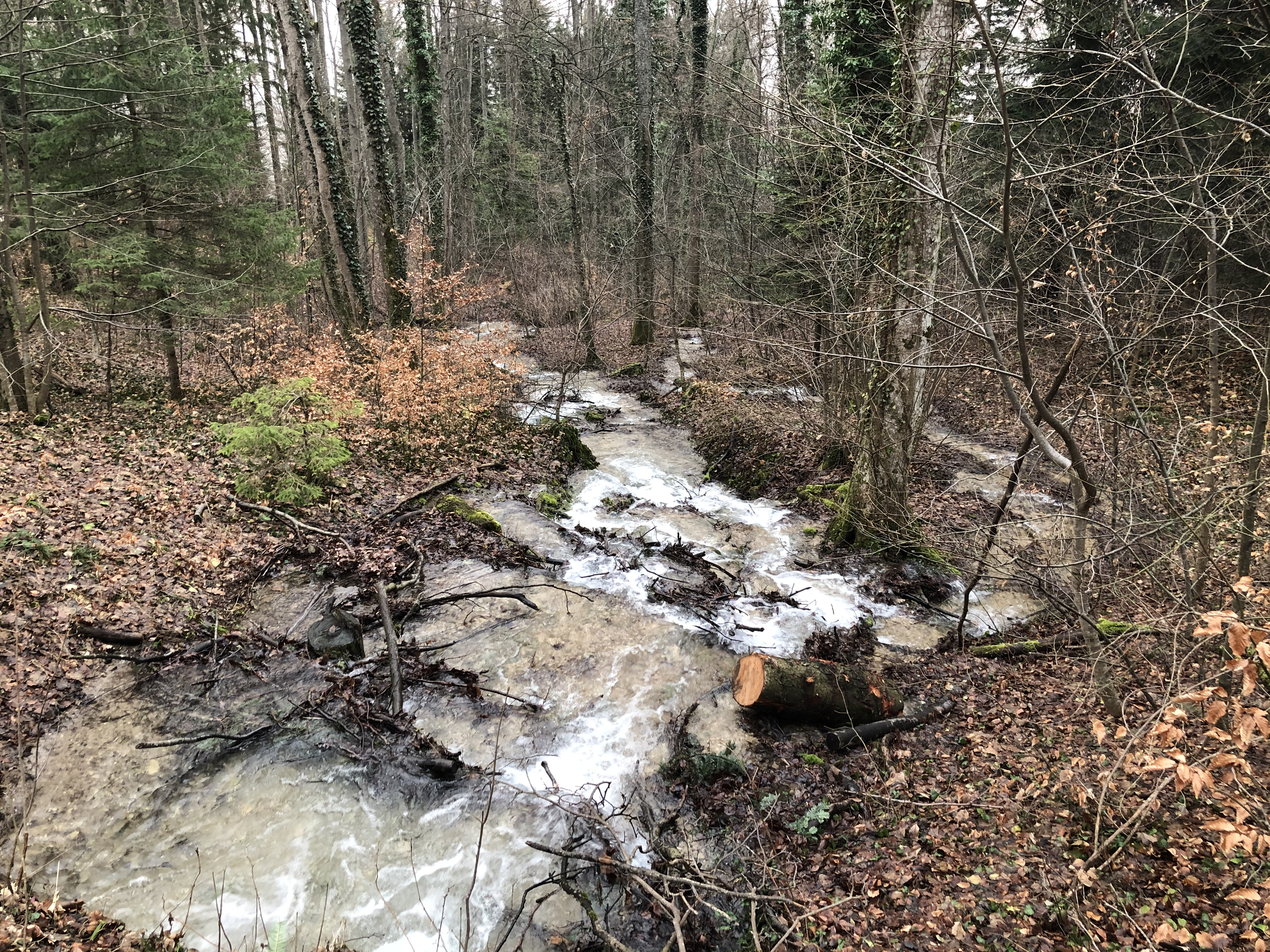
Zellerbach bei schüttendem Bröller auf der Höhe von Maria Zell

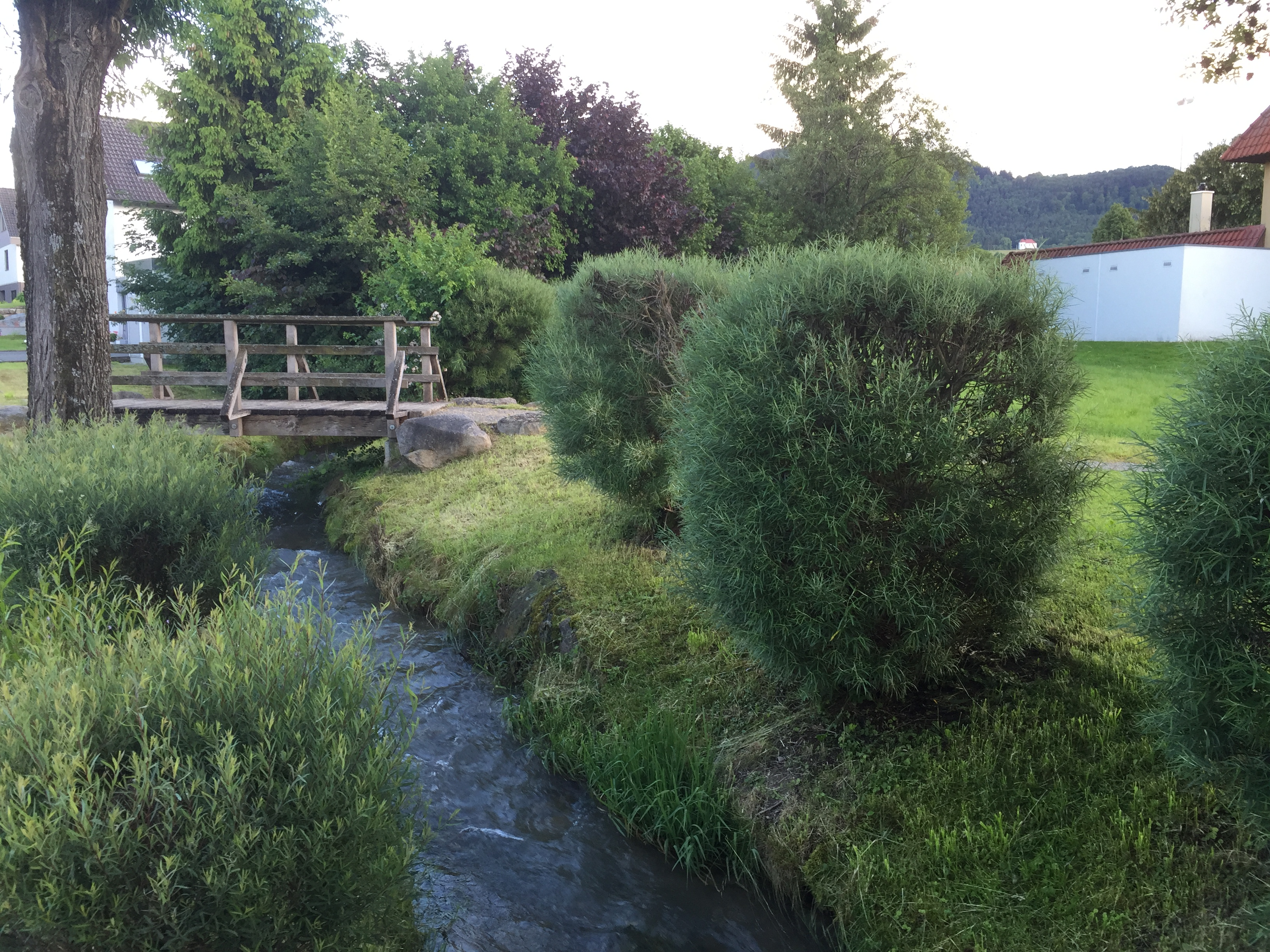
Mittellauf bachaufwärts in Boll, im Hintergrund das Quellgebiet am Albtrauf mit der Wallfahrtskirche Maria Zell.

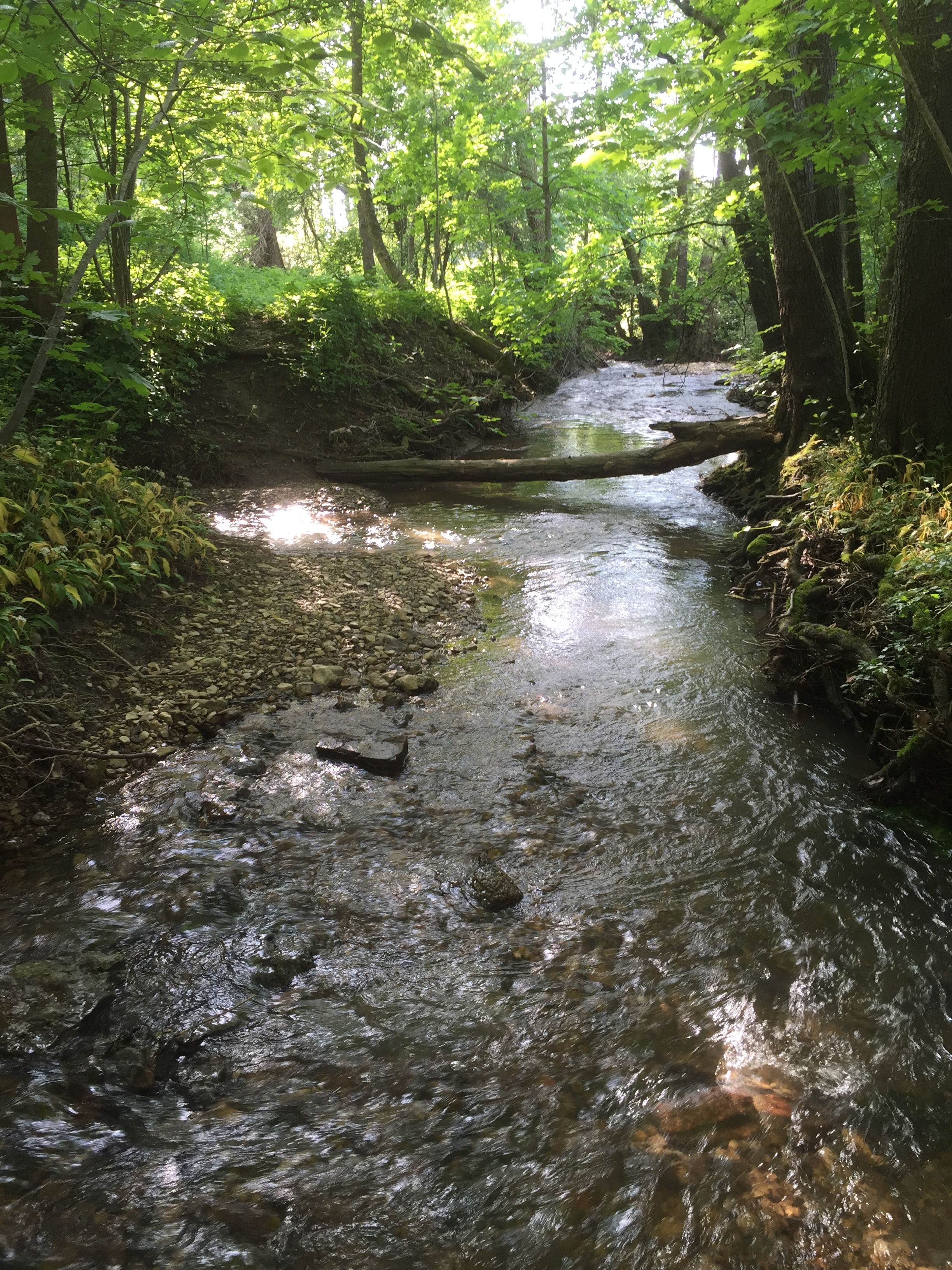
Mündung von links in den Reichenbach

Dort wendet sich der Bachlauf dauerhaft nach Nordnordosten. Ein paar hundert Meter weiter lässt er den Bergwald ganz hinter sich, an dessen Rand er zuletzt geflossen ist, und läuft, meist von einer Baum- und Buschgalerie begleitet, auf den Ort Boll zu. Diesen durchquert er, anfangs verdolt unter dem Weidenweg, der Straße Mitteldorf und der Burkhardstraße. Aus deren Achse schwenkt er bald nach Norden und durchzieht, wieder offen, den nördlichen Teil des Dorfes. Nach Boll begleitet ihn zwischen Feldern und einer Wiese wieder eine Galerie. Dort beginnt er sich bald steil einzutiefen in seiner in Mäandern durchflossenen kleinen Mündungsschlucht steht ein kleiner Wald. Weniger als 500 Meter nordnordöstlich des Ortsrandes von Boll mündet er von links auf etwa 520 m ü. NN im Bereich des Hochwasserrückhaltebeckens Reichenbach in den mittleren Reichenbach.
Der Zellerbach ist, wenn er erst unterhalb seines Bröllers entsteht, etwa 3,3 km lang, mündet dann etwa 205 Höhenmeter unterhalb seines Ursprungs und hat auf dieser Strecke ein mittleres Sohlgefälle von rund 61 ‰.

### Einzugsgebiet
Der Zellerbach hat ein Einzugsgebiet von 1,9 km² Größe, das sich als leicht nach links gebogene Sichel etwa 2,9 km weit vom Gipfel des Zeller Horns bis zur Mündung nordnordostwärts erstreckt. Quer dazu ist es an der breitesten Stelle vom Gipfel des Hohenzollerns (855 m ü. NN) im Westen bis etwas über die Zufahrtsstraße zur Wallfahrtskirche im Osten etwa 1,1 km breit. Im oberen Teil gehört es nach naturräumlicher Klassifikation überwiegend dem Unterraum Killertal und seine Albvorberge, im unteren dem Unterraum Starzel-Albvorland innerhalb des Vorlandes der westlichen Schwäbischen Alb an. Der Gipfel des Zeller Horns gehört als Sporn der Albhochfläche schon zum Nachbarnaturraum Hohe Schwabenalb. Auf rund der Hälfte des Einzugsgebietes, überwiegend links, aber auch rechts des Oberlaufs an den Berghängen, steht Wald, gut ein Sechstel davon nimmt das Weichbild des durchflossenen Dorfes Boll ein, das mündungsfern am mittleren Unterhang und überwiegend innerhalb der Einzugsgebietsgrenzen liegt. Auf der übrigen offenen Flur gibt es oberhalb der Dorflage viele Streuobstwiesen. Bis auf winzige Randschnipsel auf den beiden Bergen an der Süd- und an der Westspitze gehört das ganze Gebiet zur Boller Teilortgemarkung von Hechingen. Das Dorf Boll am Mittellauf und seine Wallfahrtskirche nahe der Quelle sind die einzigen Siedlungsplätze im Einzugsgebiet.
Hinter der gesamten östlichen Grenze des Einzugsgebietes entwässern andere linke Hangbäche zum Reichenbach, auf ihrem längsten Teil nimmt der nächste Hüttenwiesengraben den Abfluss der anderen Seite auf. Die südwestliche Wasserscheide verbindet die Gipfel von Zeller Horn und Hohenzollern, an diese morphologisch auffälligste Kammlinie stößt das oberste Einzugsgebiet des Zimmerbachs, der unterhalb des Reichenbachs selbst in dessen Vorfluter Starzel mündet. Hinter der nordwestlichen Wasserscheide vom Hohenzollern bis zurück zur Mündung entwässert größtenteils der nächste Reichenbach-Zufluss Köppeleswiesenbach. Der höchste Punkt des Einzugsgebietes auf dem Zeller Horn (912,7 m ü. NN) liegt nur etwa einen halben Kilometer vor der Europäischen Hauptwasserscheide zwischen Rhein und Donau, an die es nirgends unmittelbar grenzt.

### Zuflüsse
Liste der Zuflüsse von der Quelle zur Mündung. Gewässerlänge, Einzugsgebiet und Höhe nach den einschlägigen Layern auf der Onlinekarte der Landesanstalt für Umwelt, Messungen und Naturschutz (LUBW). Andere Quellen für die Angaben sind vermerkt.
- Anderer Oberlauf, von links und Süden auf etwa 610 m ü. NN am Waldrand zum Hasenbühl unterhalb der Wallfahrtskirche, ca. 0,6 km und ca. 0,2 km². Entsteht auf etwa 700 m ü. NN etwa hundert Meter südlich der Wallfahrtskirche im Hangwald.
- Klingenzufluss, von links und Südwesten auf etwa 600 m ü. NN am Laufknick wenig unterhalb des vorigen, ca. 0,4 km und ca. 0,2 km². Entsteht auf über 660 m ü. NN an einem Wasserhäuschen am Wagrain wenig unterhalb des Hohenzollern-Sattels.

## Geologie
Der Zellerbach entsteht ungefähr an der nordöstlichen Randlinie des als Streifen beidseits der Kammlinie von Zeller Horn zu Hohenzollern nach Nordwesten laufenden Hohenzollerngrabens. Diese Störung verstellt dort die Wohlgeschichtete Kalk- und die Impressamergel-Formation des Weißjuras im Grabeninnern gegen Braunjura an der Boller Außenseite. Der tektonisch tiefere Graben erhebt sich infolge von Reliefumkehr morphologisch über die tektonisch höheren Außenseiten. Der Zeugenberg Hohenzollern erreicht über seinem Sattel im Braunjura ebenfalls nochmals die beiden untersten Schichten des Weißjuras, während das Schichtenpacket am Zeller Horn über die Lacunosamergel- weiter bis in die Untere oder sogar Obere Felsenkalk-Formation des mittleren Weißjuras der Albhochfläche geht. Der Zellerbach mündet im Braunjura, diesem liegt um das Dorf Boll eine Insel quartärer Rutschmassen auf.

## Rückhaltebecken

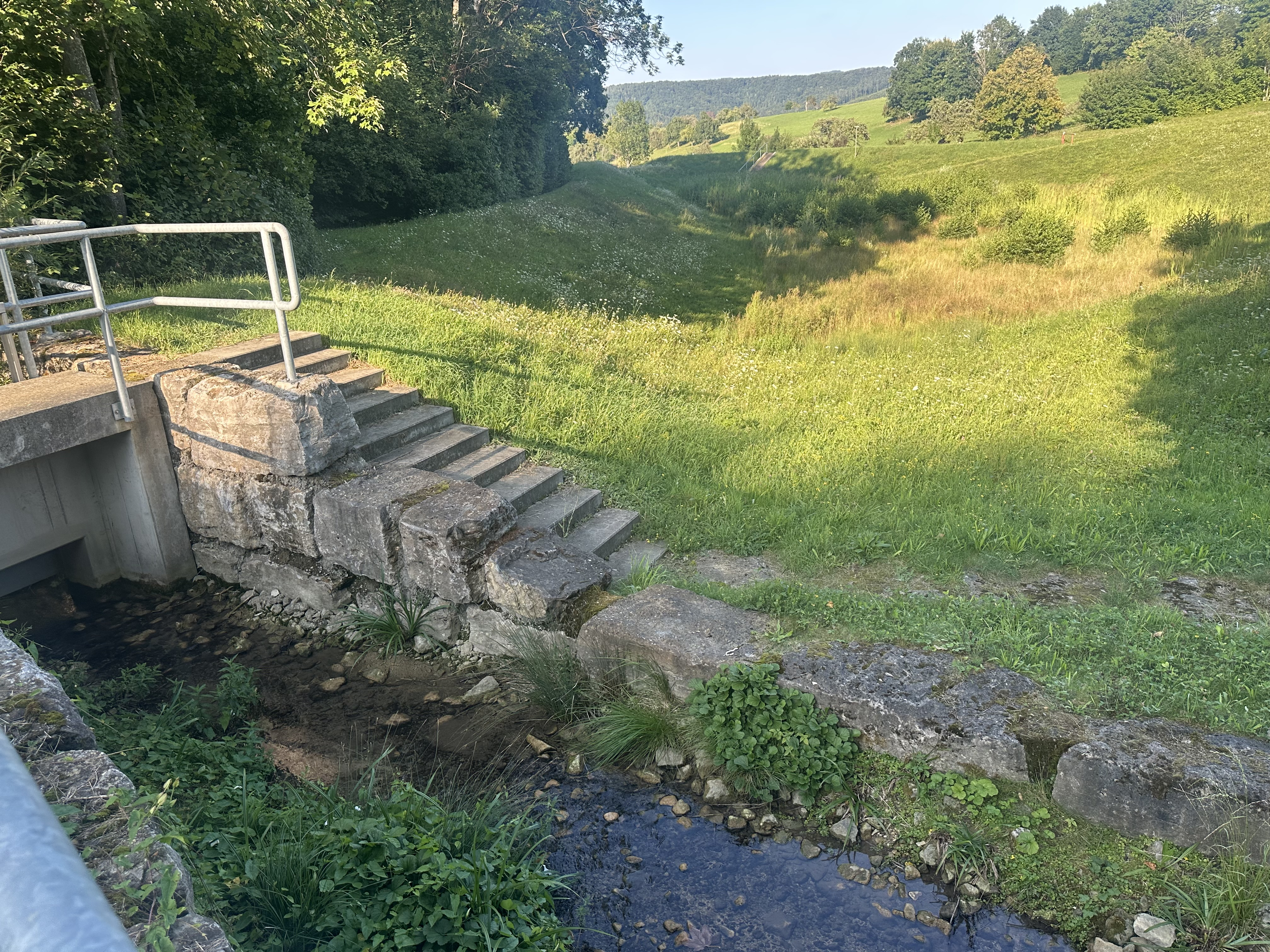
Absperreinrichtung am Hochwasserrückhaltebecken Zellerbach

Wenige 100 Meter südlich von Boll schützt seit 2018 ein 6000 m³ großes und 580.000 Euro teures Rückhaltebecken das Dorf. Die Mündung in den Reichbach liegt im Staugebiet des Hochwasserrückhaltebeckens Reichenbach, sodass dieses bei Hochwasser auch das Wasser des Zellerbachs zurückhält. Bauherr der Becken ist der nach dem Starzelhochwasser 2008 gegründete Zweckverband Hochwasserschutz Starzeltal, Betreiber die Stadt Hechingen.

## Schutzgebiete
Der Zellerbach liegt komplett im Landschaftsschutzgebiet Oberes Starzeltal und Zollerberg.

### LUBW
Amtliche Online-Gewässerkarte mit passendem Ausschnitt und den hier benutzten Layern: Lauf und Einzugsgebiet des Zellerbachs

Allgemeiner Einstieg ohne Voreinstellungen und Layer: Daten- und Kartendienst der Landesanstalt für Umwelt Baden-Württemberg (LUBW) (Hinweise)
1. 1 2 3  
Höhe nach dem Höhenlinienbild auf dem Hintergrundlayer Topographische Karte.
2. ↑  
Länge nach dem Layer Gewässernetz (AWGN).
3. ↑  
Einzugsgebiet nach dem Layer Basiseinzugsgebiet (AWGN).
4. ↑  
Länge abgemessen auf dem Hintergrundlayer Topographische Karte.
5. ↑  
Einzugsgebiet abgemessen auf dem Hintergrundlayer Topographische Karte.

### Andere Belege
1. ↑  
Friedrich Huttenlocher: Geographische Landesaufnahme: Die naturräumlichen Einheiten auf Blatt 178 Sigmaringen. Bundesanstalt für Landeskunde, Bad Godesberg 1959. → Online-Karte (PDF; 4,3 MB)
2. ↑  
Geologie nach: Mapserver des Landesamtes für Geologie, Rohstoffe und Bergbau (LGRB) (Hinweise)
3. ↑  www.swp.de (Memento des Originals vom 20. Dezember 2019 im Internet Archive)  Info: Der Archivlink wurde automatisch eingesetzt und noch nicht geprüft. Bitte prüfe Original- und Archivlink gemäß Anleitung und entferne dann diesen Hinweis.